# Petrykivsko slikarstvo
Petrykivsko slikarstvo (ukrajinski: Петриківський розпис) ili petrykivka je jedinstveno ukrajinsko ukrasno slikarstvo čije je središte oko sela Petrykivke (Dnjipropetrovska oblast). Kako tradicija dekorativne i primijenjene umjetnosti pridonosi obnovi povijesne i duhovne memorije i definira identitet cijele zajednice, upisana je na UNESCO-ov popis nematerijalne svjetske baštine u Europi 2013. godine.
Stanovnici sela Petrykivke ukrašavaju svoje domove, kućanske stvari i glazbene instrumente stilom ukrasnog slikarstva koji se odlikuje fantastičnim cvijećem i drugim prirodnim elementima koji se temelje na pažljivom promatranju lokalne flore i faune. Najstariji sačuvani primjerci datiraju iz 17. stoljeća. Ova umjetnost je bogata simbolikom, pa tako pijetao stoji za vatru i duhovno buđenje, a ptice predstavljaju svjetlo, sklad i sreću. U narodnom vjerovanju, slike štite ljude od tuge i zla. Lokalni ljudi, a osobito žene svih dobnih skupina, su uključeni u ovaj narodni umjetnički običaj. Svaka obitelj ima barem jednog praktikanta, što dekorativno slikarstvo čini sastavnim dijelom svakodnevnog života u zajednici. Slikarstvo je tradicija koja uključuje i simboliku ukrasnih elemenata, a prenosi se, obnavlja i poboljava prijenosom s jedne generacije na drugu. U lokalnim školama na svim razinama, od predškolskog uzrasta do fakulteta, mogu se naučiti osnove Petrykivkog dekorativnog slikarstva, a sva djeca dobiju priliku da ih nauči. Također, zajednica dragovoljno predaje svoje vještine i znanje svakome tko pokaže zanimanje.

## Vanjske poveznice
- UNESCO video primjer (fr.)